# Critical Design Review
Unter Critical Design Review oder abgekürzt CDR (deutsch: entscheidende Entwurfsprüfung) versteht man die letztgültige Planungskontrolle eines Projektes vor der Umsetzung. Es bildet einen wichtigen Meilenstein im Projektablauf und ist oft auch vertraglich als Zahlungsmeilenstein gegenüber dem Endkunden vereinbart. In vielen Bereichen (zum Beispiel Industrie, Raumfahrt) werden Projekte in mehreren Phasen aufgeplant, die jeweils durch eine Prüfung (Review) abgeschlossen werden. 
Abhängig von den unternehmensinternen Vorgaben können in der Projektplanungsphase noch weitere Reviews vorgesehen sein:
- System Requirements Review (SRR): Prüft, ob die Software Requirements Specification (SRS) (deutsch Software-Anforderungen) angemessen ist.
- Preliminary Design Review (PDR): Prüft die technische Angemessenheit des vorläufigen Designs (auch Top-Level-Design).